# 比森特·维多夫罗
比森特·维多夫罗（西班牙語：Vicente Huidobro；1893年1月10日—1948年1月2日）是一位智利诗人。他在智利推动先锋派文学运动，被认为是创造主义诗歌先驱。1933年，他加入智利共产党。